# Absonus ayalai
Espèce
Absonus ayalai est une espèce d'opilions laniatores de la famille des Zalmoxidae.

## Distribution
Cette espèce est endémique du Venezuela. Elle se rencontre entre Aragua, Miranda et District de la capitale. 

## Description
Le mâle holotype mesure 3,41 mm et la femelle paratype 3,53 mm

## Systématique et taxinomie
Cette espèce a été décrite par González-Sponga en 1987.

## Étymologie
Cette espèce est nommée en l'honneur de José Manuel Ayala Landa. 

## Publication originale
- González-Sponga, 1987 : « Aracnidos de Venezuela. Opiliones Laniatores I. Familias Phalangodidae y Agoristenidae. » Boletin de la Academia de Ciencias Fisicas, Matematicas y Naturales, vol. 23, p. 1–562.